# Енн Ремсі
Енн Ремсі (англ. Anne Ramsay; нар. 11 вересня 1960, Лос-Анджелес, Каліфорнія, США) — американська акторка.

## Біографія
Енн Ремсі народилася та виросла в Південній Каліфорнії. Навчалася в Каліфорнійському університеті у Лос-Анджелесі, де здобула ступінь бакалавра з театрального мистецтва. 

## Кар'єра
Розпочала кар'єру з випускниками Каліфорнійського університету в Лос-Анджелесі. У співавторстві вона створила постановку 1987 року, яку високо оцінили і яка допомогла Ремсі знайти собі агента. Відтоді Енн постійно отримує ролі в кіно й на телебаченні. 
З 1992 до 1999 рік Енн мала постійну роль Ліси Стемпл у сіткомі «Шаленію від тебе». Ліса — старша сестра Джеймі, яка емоційно страждає, має проблеми з харчуванням, не може знайти роботу, до того ж дуже легковажна. Після заручин із Сенфордом Кларіком ситуація змінилася, але зрештою весілля було скасовано. 1992 року Ремсі виконала роль доктора МакКорнік у фантастичній стрічці «Зубастики 4». У мелодрамі 2000 «Феміністка», в якій головну роль виконала Пенелопа Круз, Енн зіграла режисера телебачення. Наступного року Ремсі з'явилась у фантастичній стрічці «Планета мавп». У серіалі «Потай від батьків» акторка виконала роль лесбійки Нори.

## Фільмографія

### Фільми
| Рік  | Назва                         | Оригінальна назва              | Роль                 | Примітки        |
| ---- | ----------------------------- | ------------------------------ | -------------------- | --------------- |
| 1981 | «Червоний перець»             | Red Pepper                     |                      | телефільм       |
| 1987 | «Незавершена справа»          | Unfinished Business            |                      |                 |
| 1989 |                               | A Taste of Hemlock             | Барбара              |                 |
| 1991 | «Колективний позов»           | Class Action                   | Дебора               |                 |
| 1992 | «Їх власна ліга»              | A League of Their Own          | Гелен Гейлі          |                 |
| 1992 | «Зубастики 4»                 | Critters 4                     | доктор МакКормік     |                 |
| 1993 |                               | Murder of Innocence            | Лінда Кітон          | телефільм       |
| 1995 | «Ідеальне алібі»              | Perfect Alibi                  | Пола Сімпсон         |                 |
| 1996 |                               | The Final Cut                  | Кетлін Гарді         |                 |
| 1996 | «Усе або нічого»              | Everything to Gain             | Сара Кемпнер         | телефільм       |
| 2000 | «Феміністка»                  | Woman on Top                   | режисер              |                 |
| 2001 | «Погана зачіска»              | Bad Haircut                    | мати                 | телефільм       |
| 2001 | «Планета мавп»                | Planet of the Apes             | Грейс Александер     |                 |
| 2003 |                               | Underground                    | Джо                  | короткометражка |
| 2004 | «Монстр й арахіс»             | The Monster and the Peanut     | Лорі Ганзігер        | короткометражка |
| 2004 | «Таємниця голлівудської мами» | The Hollywood Mom's Mystery    | Валері Джейн Рамірес | телефільм       |
| 2004 |                               | A One Time Thing               | Сенді                |                 |
| 2005 | «Хлопці в басейні»            | Pool Guys                      |                      | телефільм       |
| 2005 |                               | Getting to Know You            | Сара                 | короткометражка |
| 2005 | «Серце свідка»                | Heart of the Beholder          | Ріба Голінгс         |                 |
| 2006 |                               | The Cassidy Kids               | Ребекка Вандерпул    |                 |
| 2006 |                               | A Merry Little Christmas       | Клавдія Волден       |                 |
| 2007 | «Пересічні лінії»             | Crossing the Line              | Анжела               | короткометражка |
| 2007 |                               | The Death Strip                | Ніна Коглер          | короткометражка |
| 2008 | «Людський контракт»           | The Human Contract             | Шеріл                |                 |
| 2009 | «Американський примітив»      | American Primitive             | місіс Браун          |                 |
| 2009 | «Таннер Холл»                 | Tanner Hall                    | продавчиня трун      |                 |
| 2009 |                               | Off the Ledge                  | Бонні                |                 |
| 2010 |                               | Snapshot                       | Даян                 | короткометражка |
| 2010 | «Панахида по Ренсому Прайду»  | The Last Rites of Ransom Pride | співачка             |                 |
| 2012 |                               | Past Due                       | Лінда                | короткометражка |
| 2013 | «Еммануель і правда про риб»  | The Truth About Emanuel        | клієнт               |                 |
| 2013 | «Полювання на „Лабіринт“»     | Hunt for the Labyrinth Killer  | Ліза                 | телефільм       |
| 2015 |                               | Zone 2                         | Ліза                 | короткометражка |

### Серіали
| Рік       | Назва                              | Оригінальна назва                        | Роль                  | Примітки                        |
| --------- | ---------------------------------- | ---------------------------------------- | --------------------- | ------------------------------- |
| 1987      | «Рік життя»                        | A Year in the Life                       | Сінді                 | 1 епізод                        |
| 1988      | «Пан Белведер»                     | Mr. Belvedere                            | Таня                  | 1 епізод                        |
| 1988      | «Щось не звідсіля»                 | Something Is Out There                   | водій                 | міні-серіал; 6 епізодів         |
| 1988-1989 | «Зоряний шлях: Наступне покоління» | Star Trek: The Next Generation           | Кленсі                | 2 епізоди                       |
| 1989      | «Мисливець»                        | Hunter                                   | Келлі                 | 1 епізод                        |
| 1990      | «Букер»                            | Booker                                   | Ліндсі Сайммонз       | 1 епізод                        |
| 1990      |                                    | Doctor Doctor                            | Леона Ліновіц         | 4 епізоди                       |
| 1992-1999 | «Шаленію від тебе»                 | Mad About You                            | Ліза Стемпл           | 122 епізоди                     |
| 1991      | «Чоловік в сім'ї»                  | The Man in the Family                    | Лорі                  | 1 епізод                        |
| 1996      | «Надія Чикаго »                    | Chicago Hope                             | Бетсі                 | 1 епізод                        |
| 1997-1998 | «Деллавентура»                     | Dellaventura                             | Джері                 | 14 епізодів                     |
| 2000      | «Таємничі шляхи»                   | Mysterious Ways                          | Марта                 | 1 епізод                        |
| 2001      | «Дарма та Грег»                    | Dharma & Greg                            | Ненсі                 | 4 епізоди                       |
| 2001      | «CSI: Місце злочину»               | CSI: Crime Scene Investigation           | Клавдія Гідеон        | 1 епізод                        |
| 2004      | «Монк»                             | Monk                                     | HR                    | 1 епізод; в титрах не зазначена |
| 2004-2005 | «Секс в іншому місті»              | The L Word                               | Робін                 | 5 епізодів                      |
| 2005      | «Клієнт завжди мертвий»            | Six Feet Under                           | Джекі Фельдман        | 6 епізодів                      |
| 2005      | « Без сліду»                       | Without a Trace                          | Лора МакЕвой          | 1 епізод                        |
| 2005-2006 | «Зв'язані»                         | Related                                  | Тріш                  | 10 епізодів                     |
| 2006-2007 | «Поряд з будинком»                 | Close to Home                            | Роберта Річер/адвокат | 3 епізоди                       |
| 2007      | «Доктор Хаус»                      | House M.D.                               | Емма Слоан            | 1 епізод                        |
| 2007      | «Скажи мені, що кохаєш»            | Tell Me You Love Me                      | Саллі                 | 2 епізоди                       |
| 2007      | «Та, що говорить із примарами»     | Ghost Whisperer                          | Одрі Ашер             | 1 епізод                        |
| 2008      | «Чистильник»                       | The Cleaner                              | Стефані Білл          | 1 епізод                        |
| 2008      | Декстер                            | Dexter                                   | Еллен Вулф            | 6 епізодів                      |
| 2009      | «Чаклуни з Вейверлі»               | Wizards of Waverly Place                 | Сінді                 | 2 епізоди                       |
| 2009      | «Касл»                             | Castle                                   | Бри                   | 1 епізод                        |
| 2009-2011 | «Сестра Готрон»                    | Hawthorne                                | Бренда Маршалл        | 19 епізодів                     |
| 2010-2013 | «Потай від батьків»                | The Secret Life of the American Teenager | Нора                  | 43 епізоди                      |
| 2012      | «Шукач»                            | The Finder                               | Кетрін Гібсон         | 1 епізод                        |
| 2012      | «До смерті красива»                | Drop Dead Diva                           | Місіс Єрдлі           | 1 епізод                        |
| 2012      | «Франклін та Беш»                  | Franklin & Bash                          | Марта Штраус          | 1 епізод                        |
| 2014      | «Екстант»                          | Extant                                   | Лорі Вінсон           | 1 епізод                        |
| 2014-2015 | «Зої Гарт із південного штату»     | Hart of Dixie                            | Вініфред Вілкіс       | 5 епізодів                      |
| 2015      | «Стан справ»                       | State of Affairs                         | місіс Сеттон          | 1 епізод                        |
| 2016      | «За законами вовків»               | Animal Kingdom                           | Ліла Коул             | 1 епізод                        |